# Valle Agricola
Valle Agricola là một đô thị ở tỉnh Caserta trong vùng Campania của Ý, có vị trí cách khoảng 60 km về phía bắc của Naples and about 40 km về phía bắc của Caserta. Tại thời điểm ngày 31 tháng 12 năm 2004, đô thị này có dân số 1.086 người và diện tích là 24,4 km².
Valle Agricola giáp các đô thị: Letino, Prata Sannita, Raviscanina, San Gregorio Matese, Sant'Angelo d'Alife.